# Epicondilite lateral
Epicondilite ou epicondilite lateral é uma inflamação dos tendões do cotovelo, que atinge principalmente os músculos extensores do punho e dos dedos. Também conhecida como cotovelo do tenista. 

## Causas
A epicondilite é causada por actividades que exigem uso excessivo ou incomum dos músculos extensores do punho ou dos pronadores do antebraço, como ocorre em alguns desportos, especialmente o ténis, ou por tensões repetitivas na articulação do cotovelo.

## Evolução e Sintomas
A epicondilite começa como uma ligeira impressão dolorosa, geralmente localizada na face externa do cotovelo e que se estende pelo terço proximal da face externa do antebraço. Se o esforço repetitivo for continuado, principalmente na região do antebraço em sobrecarga, a área atingida torna-se dolorosa ao toque e a dor pode irradiar para baixo até ao punho. Levantar quaisquer objectos, especialmente com o antebraço estendido, torna-se muito doloroso e quase impossível, mesmo que tenham pouco peso. Gestos de rotação do membro, como o de abrir a maçaneta de uma porta, tornam-se impossíveis.

## Tratamento
O tratamento da epicondilite geralmente é conservador, sendo cirúrgico apenas se não houver remissão (total ou parcial progressiva) com o tratamento medicamentoso e fisioterápico num período de 3 meses.
A primeira medida sempre será procurar retirar ou minimizar a causa da afeção: o esforço repetitivo ou a sobrecarga local. Em conjunto emprega-se tratamento medicamentoso com anti-inflamatório e fisioterapia local. Estes tratamentos variam de caso a caso.